# Bräcke landsfiskalsdistrikt
Bräcke landsfiskalsdistrikt var 1918–1964 ett landsfiskalsdistrikt i Jämtlands län, bildat när Sveriges indelning i landsfiskalsdistrikt trädde i kraft den 1 januari 1918, enligt beslut den 7 september 1917. Den 1 januari 1965 avskaffades i Sverige samtliga landsfiskaler och landsfiskalsdistrikt, och deras arbetsuppgifter delades upp på de nyskapade indelningarna polisdistrikt, åklagardistrikt och kronofogdedistrikt.
Landsfiskalsdistriktet låg under länsstyrelsen i Jämtlands län.

## Ingående områden
När Sveriges nya indelning i landsfiskalsdistrikt trädde i kraft den 1 oktober 1941 (enligt kungörelsen den 28 juni 1941) tillfördes två kommuner (Bodsjö och Revsund) från det genom kungörelsen upplösta Revsunds landsfiskalsdistrikt. Genom kommunreformen 1 januari 1952 uppgick landskommunerna Bodsjö och Sundsjö i Revsunds landskommun medan Nyhems landskommun uppgick i Bräcke landskommun.

### Från 1918
- Bräcke landskommun
- Nyhems landskommun
- Sundsjö landskommun

### Från 1 oktober 1941
- Bodsjö landskommun
- Bräcke landskommun
- Nyhems landskommun
- Revsunds landskommun
- Sundsjö landskommun

### Från 1952
- Bräcke landskommun
- Revsunds landskommun